# كأس الكؤوس الإفريقية 1983
كأس أفريقيا للأندية أبطال الكؤوس 1983 هو الموسم التاسع من البطولة، وقد فاز فريق المقاولون العرب المصري بالبطولة للموسم الثاني على التوالي بعدما تغلب في النهائي على فريق أغازا التوغولي 1 - 0 في مجموع مباراتي الذهاب والإياب.

## الدور التمهيدي
| الفريق الأول | إجم. | الفريق الثاني | مباراة الذهاب | مباراة الإياب |
| ------------ | ---- | ------------- | ------------- | ------------- |
| ماسيرو روفرز | 3–2  | يونغ أسيس     | 1–1           | 2–1           |
| فيتال أو     | 4–2  | غور           | 1–2           | 3–0           |

## الدور الأول
| الفريق الأول      | إجم. | الفريق الثاني           | مباراة الذهاب | مباراة الإياب |
| ----------------- | ---- | ----------------------- | ------------- | ------------- |
| أسيك أبيدجان      | 5–3  | بافليز دو بورغو         | 4–1           | 1–2           |
| النصر             | 1–5  | سيكوندي                 | 1–1           | 0–4           |
| باي بوريه واريورز | 2–4  | هورويا                  | 0–1           | 2–3           |
| كاب أويندو        | 0–1  | ستشينرى ستورز           | 0–1           | 0–0           |
| دراغونز ياوندي    | 1–7  | أجازا                   | 0–3           | 1–4           |
| ديبورتيفو نغويما  | 0–5  | فيتا كلوب               | 0–1           | 0–4           |
| جرين بافالوز      | 6–2  | ماكساكويني              | 5–1           | 1–1           |
| كي إم كي إم       | 2–7  | كابس يونايتد            | 2–3           | 0–4           |
| كامبالا سيتي      | 2–1  | هورسيد                  | 2–0           | 0–1           |
| ماسيرو روفرز      | 3–4  | سوتيما                  | 3–2           | 0–2           |
| اتحاد الشرطة      | 1–0  | الرجاء                  | 1–0           | 0–0           |
| بريميرو دي مايو   | 3–4  | شيمينوتس                | 3–2           | 0–2           |
| الملعب المالي     | —[1] | أجودا سبورتس            | —             | —             |
| ترارزا نادي       | 1–8  | ديناميكية بناء الجزائر  | 0–0           | 1–8           |
| اتحاد بانغوي      | 0–2  | النادي الأهلي (ود مدني) | 0–0           | 0–2           |
| فيتال أو          | 1–6  | المقاولون العرب         | 0–0           | 1–6           |

- ^ انسحب فريق أجودا سبورتس قبل مباراة الذهاب.

## الدور الثاني
| الفريق الأول            | إجم.        | الفريق الثاني | مباراة الذهاب | مباراة الإياب |
| ----------------------- | ----------- | ------------- | ------------- | ------------- |
| أسيك أبيدجان            | —[2]        | ستشينرى ستورز | —             | —             |
| النادي الأهلي (ود مدني) | 0–7         | كابس يونايتد  | 0–2           | 0–5           |
| المقاولون العرب         | 4–4 (3–1 ر) | كامبالا سيتي  | 2–2           | 2–2           |
| شيمينوتس                | 1–4         | فيتا كلوب     | 1–2           | 0–2           |
| ديناميكية بناء الجزائر  | 3–2         | الملعب المالي | 2–0           | 1–2           |
| جرين بافالوز            | 2–0         | سوتيما        | 2–0           | 0–0           |
| هورويا                  | 3–1         | اتحاد الشرطة  | 2–1           | 1–0           |
| سيكوندي                 | 1–4         | أجازا         | 0–0           | 1–4           |

- ^ انسحب فريق ستشينرى ستورز قبل مباراة الذهاب.

## ربع النهائي
| الفريق الأول           | إجم.        | الفريق الثاني   | مباراة الذهاب | مباراة الإياب |
| ---------------------- | ----------- | --------------- | ------------- | ------------- |
| أجازا                  | 2–2 (4–2 ر) | فيتا كلوب       | 2–0           | 0–2           |
| كابس يونايتد           | 2–3         | المقاولون العرب | 2–1           | 0–2           |
| ديناميكية بناء الجزائر | 1–3         | أسيك أبيدجان    | 1–2           | 0–1           |
| جرين بافالوز           | 1–2         | هورويا          | 1–0           | 0–2           |

## نصف النهائي
| الفريق الأول | إجم.      | الفريق الثاني   | مباراة الذهاب | مباراة الإياب |
| ------------ | --------- | --------------- | ------------- | ------------- |
| أسيك أبيدجان | 2–2 (ق.أ) | أجازا           | 2–2           | 0–0           |
| هورويا       | 0–4       | المقاولون العرب | 0–1           | 0–3           |

## النهائي
| الفريق الأول | إجم. | الفريق الثاني   | مباراة الذهاب | مباراة الإياب |
| ------------ | ---- | --------------- | ------------- | ------------- |
| أجازا        | 0–1  | المقاولون العرب | 0–1           | 0–0           |

| كأس أفريقيا للأندية أبطال الكؤوس |
| -------------------------------- |
| المقاولون العرب ثاني لقب         |